# Ida Fröström-Johansson
Ida Fröström-Johansson, född 1863, död 1946, var en svensk rösträttsaktivist. 
Hon var verksam i kampanjen för införandet av kvinnlig rösträtt i Sverige och ordförande för Föreningen för kvinnans politiska rösträtt i Västerås 1911-1912.